# مترو سانت بطرسبرغ
مترو سانت بطرسبرغ (بالروسية: Петербургский метрополитен) هو نظام نقل سريع يخدم مدينة سانت بطرسبرغ وجزءاً من محافظة لينينغراد في روسيا الاتحادية، افتتح في 15 نوفمبر عام 1955. يحتوي المترو على 5 خطوط، ويبلغ طولها الإجمالي 124,8 كم.
هناك 72 محطة وتقع 68 منها تحت سطح الأرض.

## الخطوط[2]
| # | إسم الخط                  | الطول (على قيد الإستخدام) | عدد المحطات |
| - | ------------------------- | ------------------------- | ----------- |
|   | كيروفسكو-فيبورغسكايا      | 29.65 كم                  | 19          |
|   | موسكوفسكو-بيتروغرادسكايا  | 30.1 كم                   | 18          |
|   | نيفسكو-فاسيليوؤُستروفسكايا | 27.6 كم                   | 12          |
|   | برافوبيريجنايا            | 11.21 كم                  | 8           |
|   | فرونزيسكو-بريمورسكايا     | 26.2 كم                   | 15          |

## وصلات خارجية
- الموقع الرسمي
- خريطة مترو سانت بطرسبرغ